# Коржевское сельское поселение (Ульяновская область)
Ко́ржевское сельское поселение — муниципальное образование в составе Инзенского района Ульяновской области.

## Расположение
Граница Коржевского сельского поселения на севере проходит по  р. Сура с Республикой Мордовия; на северо-востоке, востоке и юго-западе по административной границе с Карсунским районом; на юге по кварталу 118 Государственного лесного фонда(далее ГЛФ) до р. Тала; 1 км до 141 квартала(ГЛФ), по кварталам 140, 146, 144, 142, 134, 128, 81 ГЛФ; на юго-западе и западе по границе с Валгусским сельским поселением до северной границы р. Сура .

Центр поселения - село Коржевка расположен в 41 километре к северу от районного центра, в 45 километрах от железной дороги, в 154 километрах от областного центра - города Ульяновска.

## География
Климат умеренно тёплый, континентальный с достаточным увлажнением.

Естественных водоисточников не имеется, за исключением небольших родников (21 шт.), расположенных по оврагам и балкам. Леса смешанные и хвойные.

Из полезных ископаемых присутствуют: мел, песок, щебень.

## Население
| 2010  | 2012  | 2013  | 2014  | 2015  | 2016  | 2017  |
| ----- | ----- | ----- | ----- | ----- | ----- | ----- |
| 1969  | ↘1856 | ↘1770 | ↘1707 | ↘1637 | ↘1581 | ↘1535 |
| 2018  | 2019  | 2020  | 2021  |       |       |       |
| ↘1467 | ↘1397 | ↘1332 | ↘1254 |       |       |       |

## Состав сельского поселения
В состав поселения входят 11 населённых пунктов.
| №  | Населённый пункт | Тип населённого пункта       | Население |
| -- | ---------------- | ---------------------------- | --------- |
| 1  | Бахметьевка      | деревня                      | ↘8        |
| 2  | Дракино          | село                         | 133       |
| 3  | Коноплянка       | село                         | 57        |
| 4  | Коржевка         | село, административный центр | 629       |
| 5  | Новосурск        | деревня                      | 111       |
| 6  | Проломиха        | село                         | 239       |
| 7  | Стрельниково     | село                         | 62        |
| 8  | Чамзинка         | село                         | 284       |
| 9  | Челдаево         | деревня                      | 25        |
| 10 | Чумакино         | село                         | 352       |
| 11 | Шлемасс          | село                         | 69        |

## Инфраструктура
- Среднеобразовательные школы:

1. МОУ Коржевская СОШ. Дата обращения: 2014-00-05.
2. МОУ Чамзинская средняя общеобразовательная школа. Дата обращения: 5 января 2014.

- Пять клубов
- Пять библиотек
- Коржевская участковая больница